# Tswapong jezik
Tswapong jezik (ISO 639-3: two; setswapong) nigersko-kongoanski jezik iz Bocvane, kojim govori oko 2 000 ljudi (Andersson and Janson 1997) u selima istočno od Mahalapye u Bocvani.
Pripada centralnoj bantu skupini u zoni S i podskupini sotho-tswana (S.30).

## Vanjske poveznice
- [ Ethnologue (14th)]
- [ Ethnologue (15th)]
- The Tswapong Language